# باتريك شيرر
باتريك شيرر (بالألمانية: Patrick Scherrer)‏ هو لاعب كرة قدم نمساوي في مركز الوسط، ولد في 20 ديسمبر 1986 في فيلدكيرخ في النمسا. لعب مع شتورم غراتس ونادي رايندورف آلتاخ.

## وصلات خارجية
- باتريك شيرر على موقع قاعدة بيانات كرة القدم.إي يو (الإنجليزية)
- باتريك شيرر على موقع عالم كرة القدم.نت (الإنجليزية)